# Bisdom Belfort-Montbéliard
Het bisdom Belfort-Montbéliard (Latijn: Dioecesis Belfortiensis-Montis Beligardi; Frans: Diocèse de Belfort-Montbéliard) is een in Frankrijk gelegen rooms-katholiek bisdom met zetel in de stad Belfort. Het bisdom behoort tot de kerkprovincie Besançon, en is suffragaan aan het aartsbisdom Besançon. Monseigneur Dominique Blanchet is bisschop sinds mei 2015. Zetelkerk is de 18e-eeuwse als parochiekerk gebouwde kathedraal Saint-Christophe.
Het bisdom Belfort-Montbéliard werd gecreëerd op 3 november 1979 door paus Johannes Paulus II middels de apostolische constitutie Belfortiensis-Montis Beligardi als afsplitsing van het aartsbisdom Besançon waaraan het suffragaan is. Het omvat het departement Territoire de Belfort, de agglomeratie Pays de Montbéliard in het arrondissement Montbéliard van het departement Doubs en de gemeente Héricourt in het departement Haute-Saône. Onder bisschop Dominique Blanchet werd de parochiestructuur hertekend en werd het aantal parochies teruggebracht van 130 in 2018 naar 36 in 2020.
In 2020 telde het bisdom ongeveer 248.000 katholieken, 76,3% van de totale bevolking.

## Bisschoppen
- Eugène Lecrosnier (1979-2000)
- Claude Schockert (2000-2015)
- Dominique Blanchet (2015-2021)
- Denis Jean-Marie Jachiet (2021-)